# Onthophagus barretti
Onthophagus barretti är en skalbaggsart som beskrevs av François Génier och Henry Fuller Howden 1999. Onthophagus barretti ingår i släktet Onthophagus och familjen bladhorningar. Inga underarter finns listade i Catalogue of Life.